# Giải vô địch bóng đá nữ U-17 Nam Mỹ 2012
Giải vô địch bóng đá nữ U-17 Nam Mỹ 2012 diễn ra tại Bolivia từ 9 tháng 3 tới 25 tháng 3 năm 2012.

## Vòng bảng
Hai đội đầu mỗi bảng lọt vào vòng đấu sau.

### Bảng A
| Đội       | Tr | T | H | B | BT | BB | HS | Đ  |
| --------- | -- | - | - | - | -- | -- | -- | -- |
| Uruguay   | 4  | 4 | 0 | 0 | 13 | 5  | +8 | 12 |
| Argentina | 4  | 3 | 0 | 1 | 8  | 4  | +4 | 9  |
| Ecuador   | 4  | 1 | 1 | 2 | 7  | 11 | −4 | 4  |
| Bolivia   | 4  | 1 | 0 | 3 | 10 | 11 | -1 | 3  |
| Perú      | 4  | 0 | 1 | 3 | 4  | 11 | −7 | 1  |

| Argentina         | 1 – 0    | Ecuador |
| ----------------- | -------- | ------- |
| Erika Cabrera 17' | Chi tiết |         |

| Bolivia                                                        | 4 – 1    | Perú               |
| -------------------------------------------------------------- | -------- | ------------------ |
| Carla Méndez 12', 31' · Dulce Dorada 89' · Paola Vázquez 90+1' | Chi tiết | Carmen Quezada 49' |

| Argentina                                                            | 3 – 0    | Perú |
| -------------------------------------------------------------------- | -------- | ---- |
| Aldana Benítez 21' · Azucena Pizzango 38' (l.n.) · Erika Cabrera 45' | Chi tiết |      |

| Ecuador                              | 2 – 7    | Uruguay |
| ------------------------------------ | -------- | --- |
| Emily Evans 27' · Margaret Barre 63' | Chi tiết | Yamila Badell 17' · Pamela Gonzáles 31' · Alaldes Bonilla 38' · Keisy Silvera 55', 66' · Carolina Birizamberri 69' · Carina Felipe 78' |

| Perú                   | 1 – 1 | Ecuador             |
| ---------------------- | ----- | ------------------- |
| Geraldine Cisneros 62' |       | Margarita Barre 44' |

| Uruguay                         | 2 – 1    | Bolivia            |
| ------------------------------- | -------- | ------------------ |
| Yamila Badel 75' (ph.đ.), 90+1' | Chi tiết | Claudia Flores 26' |

| Uruguay                   | 1 – 0 | Argentina |
| ------------------------- | ----- | --------- |
| Carolina Birizamberri 42' |       |           |

| Ecuador                                                        | 4 – 2 | Bolivia                                |
| -------------------------------------------------------------- | ----- | -------------------------------------- |
| Angie Ponce 36' · Margarita Barre 45+1' · Dayana Díaz 71', 73' |       | Claudia Flores 87' · Paola Vásquez 89' |

| Perú                                     | 2 - 3    | Uruguay                                                    |
| ---------------------------------------- | -------- | ---------------------------------------------------------- |
| Alejandra Ramos 11' · Astrid Ramírez 44' | Chi tiết | Jemina Rolfo 19' · Alaides Bonilla 27' · Yamila Badell 75' |

| Bolivia                                                | 3 - 4    | Argentina                                                                            |
| ------------------------------------------------------ | -------- | ------------------------------------------------------------------------------------ |
| Marcela Ortiz 24' · Carla Méndez 86' · Ana Rojas 90+3' | Chi tiết | Erika Cabrera 6' · Daniela Rotela 25' · Cintia López 27' · Selena Molina 38' (ph.đ.) |

### Bảng B
| Đội       | Tr | T | H | B | BT | BB | HS  | Đ  |
| --------- | -- | - | - | - | -- | -- | --- | -- |
| Brasil    | 4  | 4 | 0 | 0 | 24 | 1  | +23 | 12 |
| Colombia  | 4  | 3 | 0 | 1 | 9  | 6  | +3  | 9  |
| Venezuela | 4  | 2 | 0 | 2 | 7  | 7  | 0   | 6  |
| Paraguay  | 4  | 1 | 0 | 3 | 4  | 14 | −10 | 3  |
| Chile     | 4  | 0 | 0 | 4 | 1  | 17 | –16 | 0  |

| Colombia                                   | 2 – 1    | Venezuela             |
| ------------------------------------------ | -------- | --------------------- |
| Carolina Arbeláez 70' · Nicole Regnier 81' | Chi tiết | Marialba Zambrano 20' |

| Brasil | 7 – 0 | Paraguay |
| --- | ----- | -------- |
| Brena Carolina 35', 60' · Andressa Machry 63', 87' (ph.đ.) · Gabrielly Salgado 66' · Djenifer Becker 77' · Maxinny Lúcia Pereira Damasceno 78' |       |          |

| Paraguay | 0 – 3 | Colombia                                                          |
| -------- | ----- | ----------------------------------------------------------------- |
|          |       | Nicole Regnier 49' · Dayana Castillo 65' · María Andrea Otero 85' |

| Chile | 0 – 3    | Venezuela                                                     |
| ----- | -------- | ------------------------------------------------------------- |
|       | Chi tiết | Michelle Romero 13' · Lourdes Moreno 45+1' · Idalys Pérez 64' |

| Colombia                                    | 3 – 0    | Chile |
| ------------------------------------------- | -------- | ----- |
| Leicy Santos 12', 53' · Dayana Castillo 46' | Chi tiết |       |

| Venezuela | 0 – 3 | Brasil                                                           |
| --------- | ----- | ---------------------------------------------------------------- |
|           |       | Gabrielly Salgado 57', 60' · Maxinny Lúcia Pereira Damasceno 77' |

| Paraguay                               | 2 – 1 | Chile                |
| -------------------------------------- | ----- | -------------------- |
| Tania Espínola 15' · Ivana Mendoza 72' |       | Melisa Rodríguez 26' |

| Brasil                                                                                 | 5 – 1    | Colombia         |
| -------------------------------------------------------------------------------------- | -------- | ---------------- |
| Byanca Araujo 26', 33' · Brena Carolina 45' · Andressa Machry 70' · Keila Carvalho 75' | Chi tiết | Leicy Santos 42' |

| Venezuela                                                  | 3 – 2 | Paraguay                               |
| ---------------------------------------------------------- | ----- | -------------------------------------- |
| Evelin Alaya 9' · Ydalys Pérez 13' · Marialba Zambrano 43' |       | Alejandra Jara 59' · Ivana Mendoza 66' |

| Chile | 0 – 9    | Brasil |
| ----- | -------- | --- |
|       | Chi tiết | Byanca Araujo 3', 18', 28', 39' · Brena Carolina 25', 61' (ph.đ.), 73' (ph.đ.), 89' · Leslie Alarcon 87' (l.n.) |

## Vòng chung kết
Brasil, Uruguay và Colombia giành quyền chơi tại Giải vô địch bóng đá nữ U-17 thế giới 2012 tại Azerbaijan.
| Đội       | Tr | T | H | B | BT | BB | HS  | Đ |
| --------- | -- | - | - | - | -- | -- | --- | - |
| Brasil    | 3  | 3 | 0 | 0 | 9  | 2  | +7  | 9 |
| Uruguay   | 3  | 2 | 0 | 1 | 6  | 4  | +2  | 6 |
| Colombia  | 3  | 1 | 0 | 2 | 6  | 5  | +1  | 3 |
| Argentina | 3  | 0 | 0 | 3 | 3  | 13 | −10 | 0 |

| Uruguay                        | 2 – 1 | Colombia                    |
| ------------------------------ | ----- | --------------------------- |
| Carolina Birizamberri 20', 90' |       | Dayana Castillo 60' (ph.đ.) |

| Brasil                                                                      | 5 – 1 | Argentina         |
| --------------------------------------------------------------------------- | ----- | ----------------- |
| Byanca Alves 1' · Chaiane Locatelli 7' · Mayara Vaz 67', 73' · Thaynara 86' |       | Aldana Benitez 4' |

| Uruguay                          | 4 – 2 | Argentina                              |
| -------------------------------- | ----- | -------------------------------------- |
| Yamila Badell 48', 50', 70', 80' |       | Erika Cabrera 79' · Aldana Benítez 85' |

| Brasil                                                                  | 3 – 1 | Colombia           |
| ----------------------------------------------------------------------- | ----- | ------------------ |
| Gabrielly Salgado 41' · Andressa Machry 59' (ph.đ.) · Byanca Araujo 64' |       | Juliana Ocampo 10' |

| Argentina | 0 – 4 | Colombia                                                              |
| --------- | ----- | --------------------------------------------------------------------- |
|           |       | Gabriela Maldonado 41', 59' · Dayana Castillo 46' · Laura Aguirre 90' |

| Uruguay | 0 – 1 | Brasil              |
| ------- | ----- | ------------------- |
|         |       | Andressa Machry 10' |